# Hostalets de Bas
Hostalets de Bas es una población de la comarca de La Garrocha que forma parte del municipio de Vall de Bas en la provincia de Gerona (España).
Su origen está en el siglo XVIII a partir de un hostal o hostalet situado en la margen izquierda de la cabecera del río Fluviá al borde del antiguo camino real que iba de Olot a Vich.
Destaca la calle Teixeda y sus casas con los balcones de madera llenos de flores que ofrecen una imagen que ha sido reproducida por gran cantidad de pintores y fotógrafos y que ha hecho que el núcleo fuera declarado Monumento Histórico Artístico Nacional.
En la entrada del pueblo hay un monumento a los campesinos, obra de Modest Fluvià.
En las montañas del área, en los riscos de Falgars, está la ermita de San Miguel de Castellón, de una sola nave cubierta con bóveda de cañón. Esta iglesia era la capilla del antiguo Castellón de Bas.

## Galería de imágenes

Hostalets de Bas
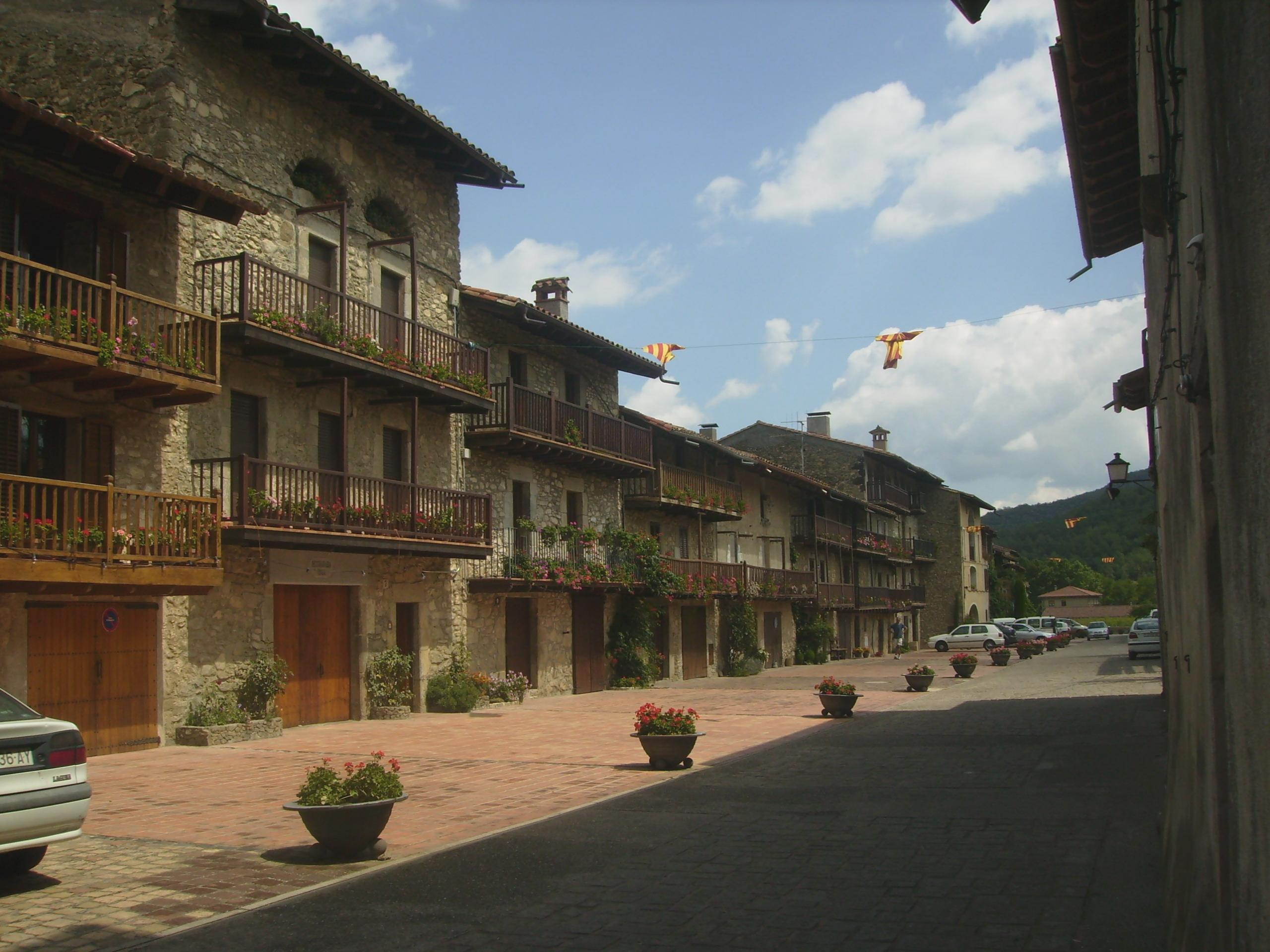
Calle Teixeda
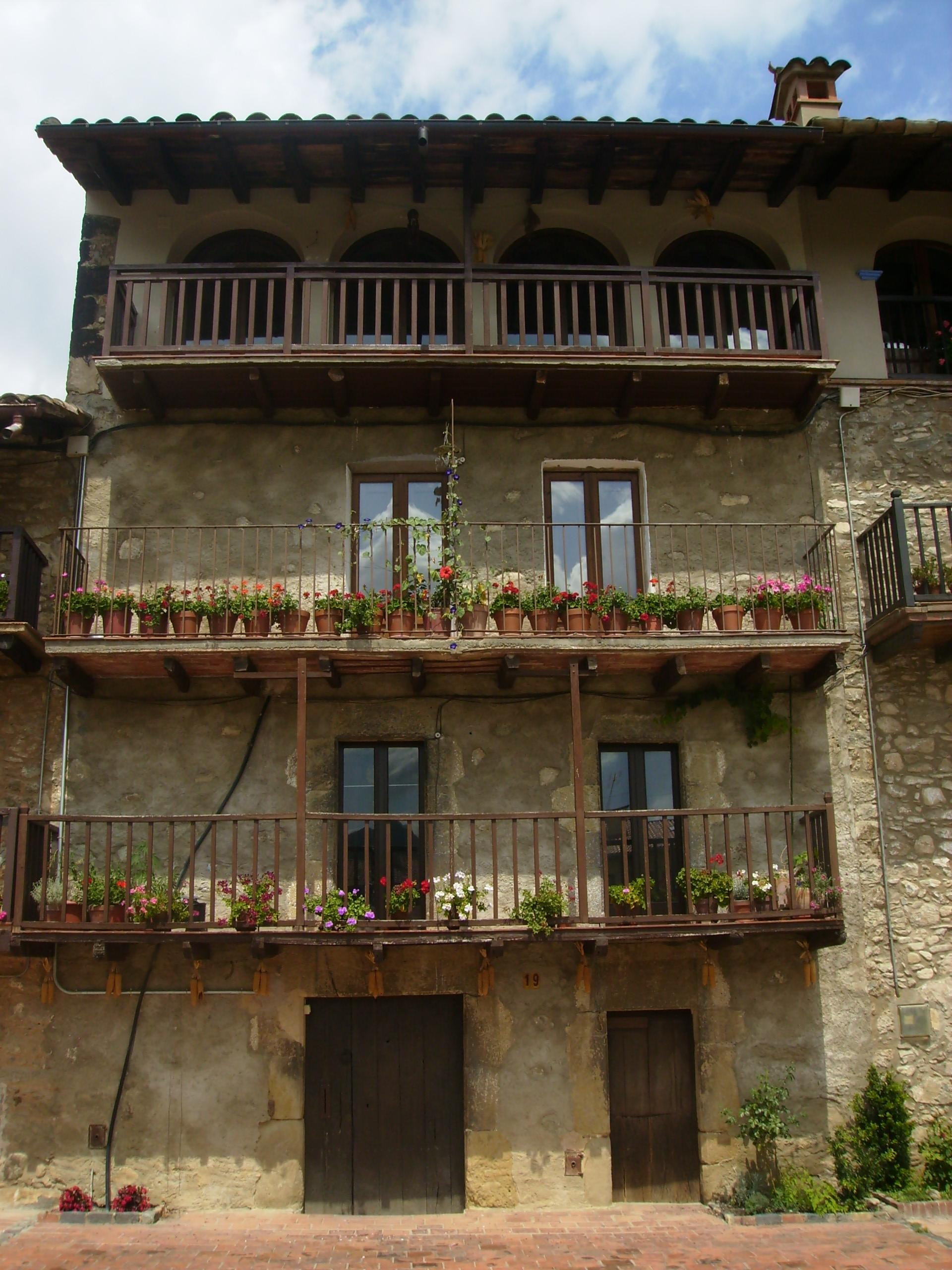
Calle Teixeda
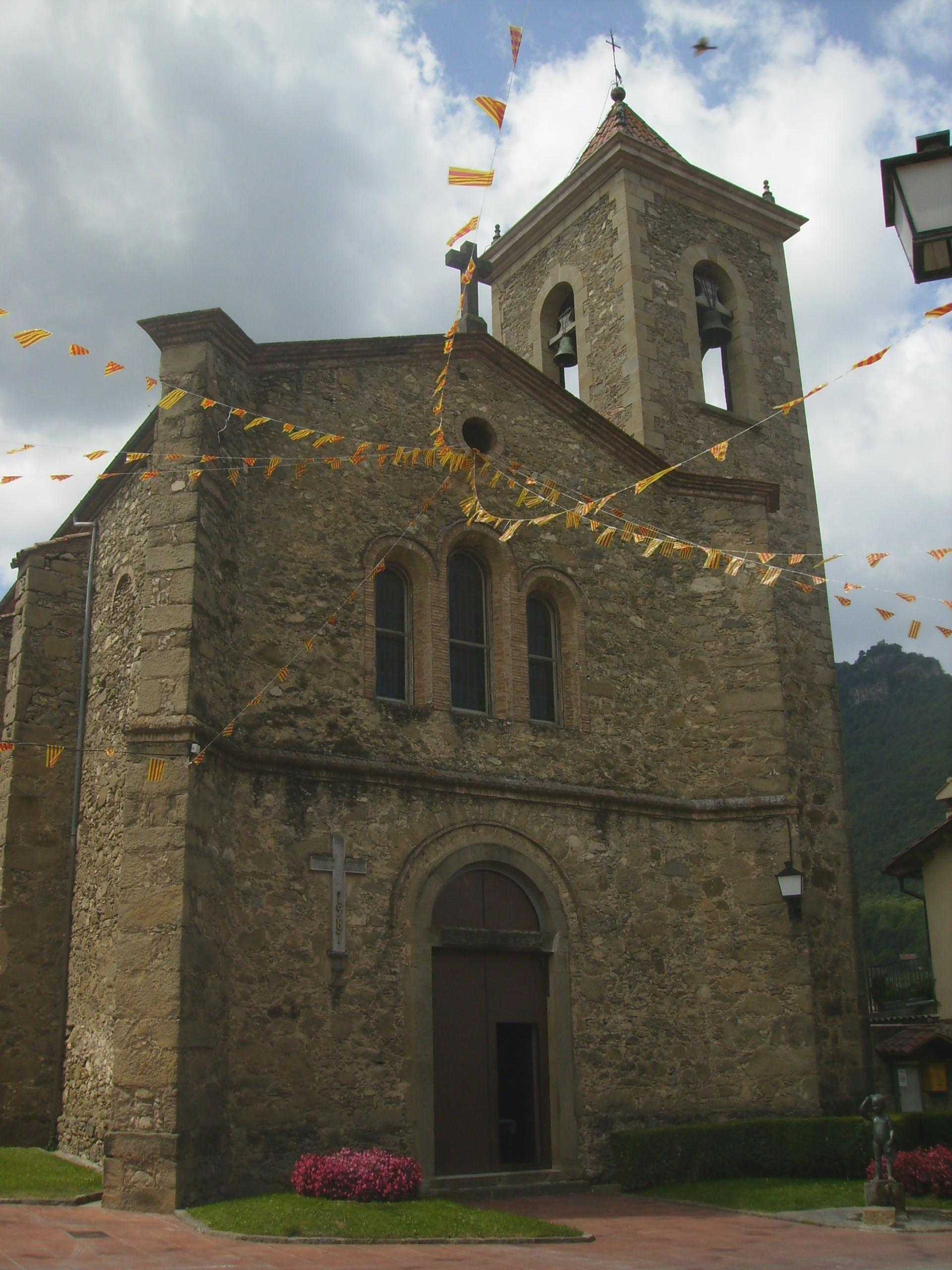
Iglesia
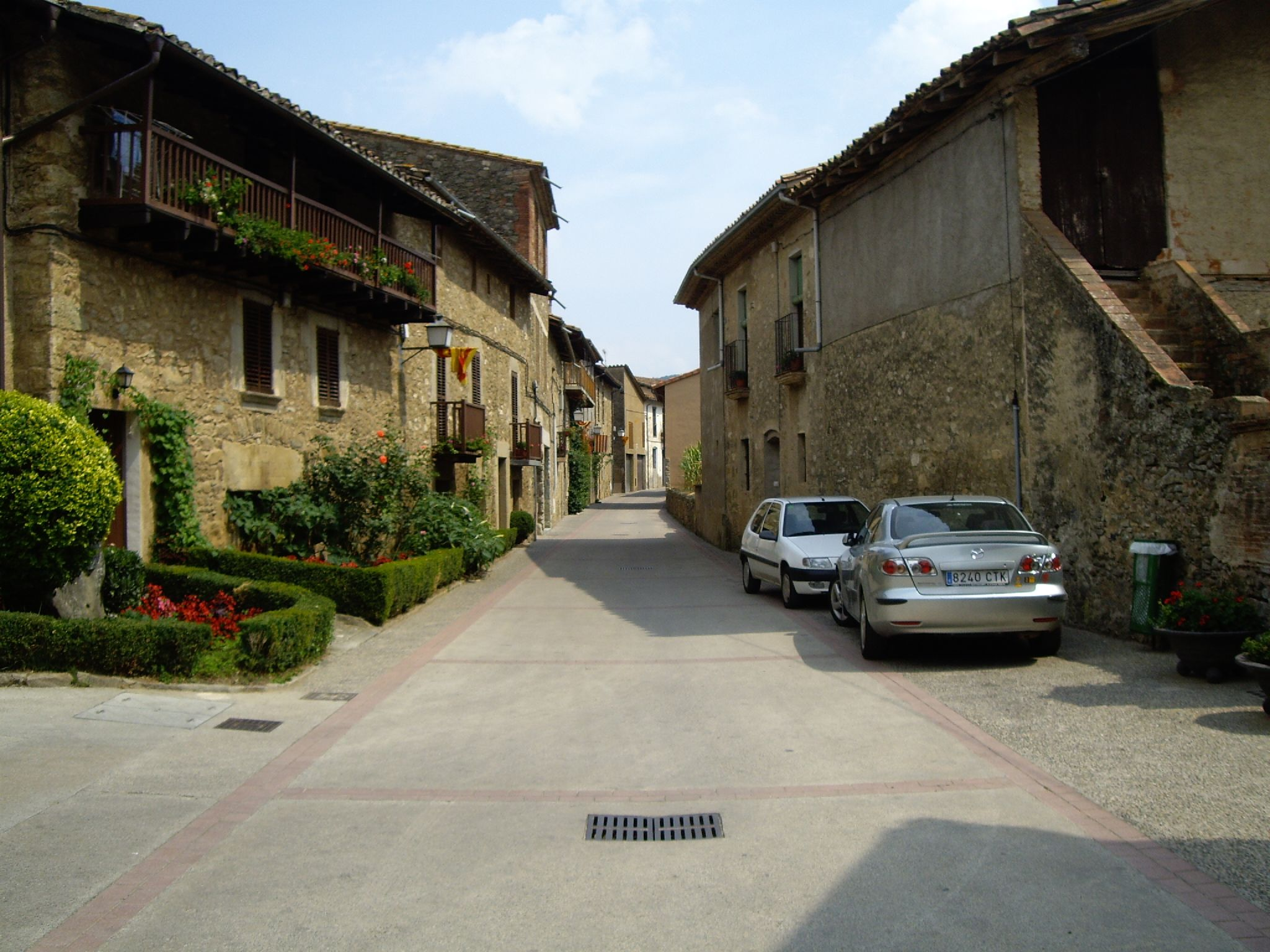
Calle